# Nuria Espí de Navas

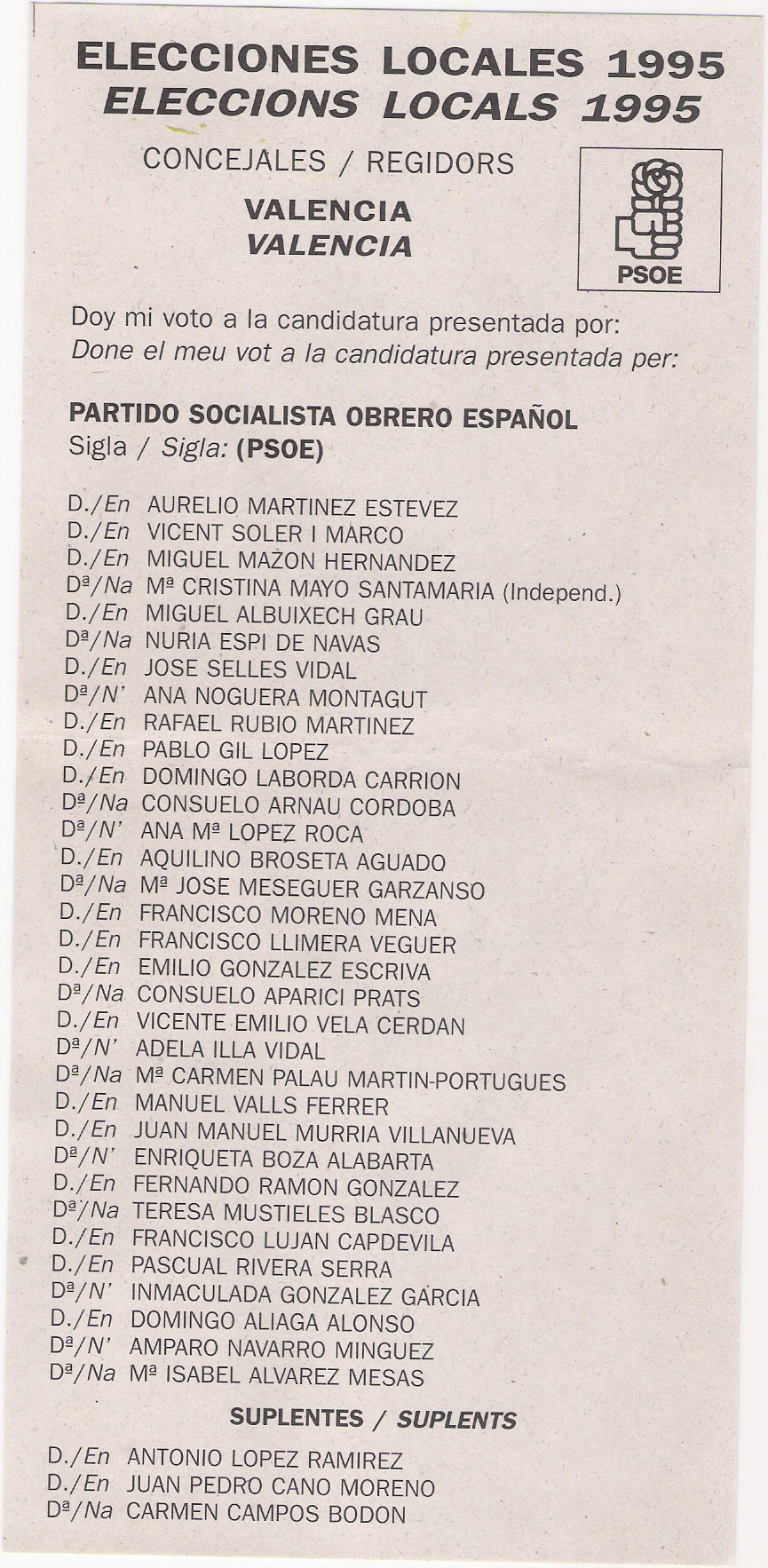
Lista electoral del PSOE para la ciudad de Valencia en 1995, donde ocupaba la sexta plaza.

Nuria Espí de Navas (Valencia, 8 de julio de 1958) es una política española, delegada del Gobierno para el Plan Nacional sobre Drogas entre 2010 y 2012.
Ha sido secretaria general de la Federación de Comercio y miembro de la Comisión Ejecutiva de Comisiones Obreras en el País Valenciano. En 1997 fue designada responsable de Política Social del Partido Socialista del País Valenciano (PSPV-PSOE) y en 1995 fue elegida concejala del Ayuntamiento de Valencia. Ha sido diputada a las Cortes Valencianas por el PSPV-PSOE durante tres legislaturas, donde fue la portavoz de Política Social y Drogodependencias, y actualmente es responsable de Políticas Migratorias y Servicios Sociales del PSPV-PSOE.